# Natri pyrophosphat
Natri điphosphat, còn gọi là tetranatri phosphat hay TSPP, là một hợp chất vô cơ dạng tinh thể trong suốt không màu có công thức hóa học Na4P2O7. Nó chứa ion điphosphat và cation natri. Độc tính gấp hai lần muối tinh luyện khi tiêu hóa theo đường miệng. Ngoài ra còn có một dạng hydrat hóa, Na4P2O7·10H2O.

## Ứng dụng
Natri điphosphat được dùng làm chất độn, chất nhũ hóa, chất tán sắc, chất làm đặc, và cũng làm chất phụ gia thực phẩm. Thực phẩm thông thường chứa natri điphosphat gồm gà chiên, kẹo dẻo, bánh pudding, thịt cua, cá ngừ đại dương đóng hộp, thịt làm bằng đậu tương và thức ăn cho mèo để tăng vị ngon. Nó là nguyên liệu hoạt động trong Bakewell, thay thế cho thành phần axit của bột nổi trong suốt sự thiếu hụt vào Thế chiến thứ hai. Nó còn dùng trong một vài loại bột nổi thông thường.
Trong kem đánh răng và chỉ nha khoa, natri điphosphat hoạt động như tác nhân điều khiển vôi răng, loại bỏ calci và magie khỏi nước miếng và vì thế ngăn chúng bám trên răng. Natri điphosphat thỉnh thoảng được dùng trong chất tẩy rửa gia đình để ngăn ngừa sự bám dính tương tự trên áo quần, nhưng do thành phần phosphat của nó, natri điphosphat gây nên độ phì dưỡng cho nước, gia tăng sự sinh trưởng của tảo.
Calci điphosphat là một tinh thể lắng đọng trên các khớp xương gây nên tình trạng thống phong giả.